# Листопад 2004

## 9 листопада
- Перший віце-президент Національної телекомпанії Микола Канішевський звільнив з роботи ведучого програми «Вісті» на УТ-1 Володимира Голосняка, який відмовився читати новини та був відсторонений від роботи. Причиною звільнення стало те, що Володимир Голосняк відмовився зачитувати заяву штабу Віктора Януковича про теледебати, вважаючи за необхідне подати для об'єкривності також точку зору штабу Віктора Ющенка. Голосняк був одним з понад двох сотень журналістів, що 28 жовтня виголосили протест проти цензури на телебаченні та почали боротьбу за повноту та неупередженість новин.

## 15 листопада
- Відбулись дебати між В. Ющенко та В. Януковичем.

## 16 листопада
- Президент США Джордж Буш призначив Радника з питань національної безпеки Кондолізу Райс наступницею Коліна Повелла на посаді Держсекретаря. У вівторок, 16 листопада, під будинком телецентру в Києві журналісти провели акцію протесту проти цензури, приводом для якої стала відмова керівництва Першого національного телеканалу (УТ-1) погодити редакційну політику з журналістами програми «Вісті». Журналісти вишикувалися перед будинком телецентру, з'єднавши свої руки ланцюгами з темників, які згодом розірвали. У руках вони тримали таблички з окремими буквами, з яких було складено напис «Тут звільняють за правду!»[1].

## 17 листопада
- Цими днями на Землі можна було спостерігати метеоний дощ Леоніди. Пік щорічного метеорного потоку припав на 17 листопада, коли щохвилини було видно до 50 метеорів.
- Народний депутат Олег Рибачук обвинувачує Адміністрацію Президента Леоніда Кучми в підкупі голів, секретарів і рядових членів територіальних і дільничних виборчих комісій з метою фальсифікації результатів виборів глави держави, передають Українські Новини. Зокрема, Олег Рибачук (фракція «Наша Україна») повідомив в інтерв'ю журналістам, що головам територіальних виборчих комісій видається по 5-10 тис. доларів, секретарям — до 3 тис. доларів, рядовим членам комісії — 2 тис. доларів, головам дільничних виборчих комісій — 3-5 тис. доларів, секретарям — 2-3 тис. доларів і рядовим членам по 1 тис. доларів. [2]
- Міжнародна правозахисна організація Міжнародна амністія («Amnesty International») оприлюднила заяву, у якій визнала шістьох недавно засуджених політичних активістів у Сумах в'язнями совісти й оголосила про початок кампанії з їхнього негайного звільнення, передає Інтерфакс-Україна. Міжнародна амністія висловила стурбованість з приводу продовження арештів осіб, які висловлюють свої політичні права, зокрема право на мирний протест під час вимоги про оприлюднення результатів виборів Президента України, повідомила в середу, 17 листопада, Українська асоціація «Міжнародної амністії». [3]

## 18 листопада
- Верховна Рада ухвалила рішення заборонити голосування за відкріпними посвідченнями на виборах Президента України. За прийняття відповідного закону проголосувало 236 з 388 народних депутатів, які зареєструвалися в залі. Нагадаємо, що для прийняття закону необхідно 226 голосів підтримки. [4]
- Янукович відмовляється від повторних теледебатів з Ющенком. Про це повідомила в середу, 17 листопада, прес-секретар глави уряду Ганна Герман: «Прем'єр уже взяв участь у теледебатах. Які ще дебати можуть бути?».
- Медведчук, Пінчук, Васильєв і Білокінь потрапили до чорного списку США[5].

## 19 листопада
Президент Леонід Кучма не має наміру підписувати прийнятий Верховною Радою закон, який забороняє голосувати за відкріпними посвідченнями у другому турі виборів Президента України, що відбудеться в неділю, 21 листопада, передають Українські Новини.

## 21 листопада
- Спостерігачі із Російської Федерації одним із найбільших порушень перед другим туром голосування на виборах Президента України вважають величезну кількість помаранчевих стрічок на автомобілях. «Все місто помаранчеве», — заявив депутат Державної Думи Росії, спостерігач Євген Трєпов.

## 22 листопада
- Міськрада Львова ухвалила рішення визнати лідера опозиційного блоку «Наша Україна» Віктора Ющенка законно обраним Президентом України. Визнавши Віктора Ющенка законно обраним главою держави, міськрада Львова ухвалила рішення виконувати укази і розпорядження Ющенка. Львівська міськрада також вимагає від Центральної виборчої комісії скасувати результати виборів на всіх виборчих дільницях, де на порушення закону «Про вибори Президента України» були не допущені спостерігачі або члени комісій-представники Віктора Ющенка і притягти винних до відповідальності. Крім того, міськрада Львова ухвалила рішення створити комітет захисту Конституції у Львівській області.
- За останніми даними Центральної виборчої комісії, яка обробила 99,38 % протоколів виборчих комісій, за провладного кандидата в Президенти України Віктора Януковича проголосувало 49,42 % виборців, за опозиційного кандидата Віктора Ющенка віддали свої голоси 46,7 % українців. За Януковича проголосувало 14 мільйонів 942 тисяч 478 виборців. Ющенка підтримали 14 мільйонів 120 тисяч 791 українців. Розрив між кандидатами становить 821 тисячу 687 голосів (2,72 %). Проти всіх проголосувало 2,29 % виборців.

## Померли
- 11 листопада — Ясір Арафат